# باريدهي شارما
باريدهي شارما هي ممثلة تلفزيونية هندية ظهرت لأول مرة عام 2010 في مسلسل Tere Mere Sapne. تلعب باريدهي حالياً دور البطولة في مسلسل جودا أكبر على قناة زي تي في.

## النشأة
ولدت باريدهي في باغ، دهار، ماديا براديش في الهند. درست في مدرسة مرتفعات ايميرالد الدولية وحصلت على شهادة بكالوريوس إدارة الأعمال من معهد الإدارة والبحوث في إندور، ماديا براديش وماجستير إدارة الأعمال في بونه. انتقلت في عام 2012 إلى مومباي لمتابعة مهنتها في التمثيل.

## الحياة الشخصية
باريدهي متزوجة من تانمي ساكسينا. وهو شاب من أحمد آباد لا يعمل في التمثيل. ولديهما ابن ولد في عام 2016.
باريدهي نباتية صرفة وتحب أكل الكثير من الفواكة وشرب العصائر. كما تحرص على ممارسة اليوغا وتذهب بانتظام إلى صالة الألعاب الرياضية. ومن هواياتها الرسم والرقص وتمارسهما في أوقات فراغها.

## قائمة المسلسلات التلفزيونية
| السنة        | العنوان         | الدور           | الشبكة    | ملاحظات أخرى |
| ------------ | --------------- | --------------- | --------- | ------------ |
| 2010         | Tere Mere Sapne | ميرا / راني     | ستار بلاس |              |
| 2012         | Ruk Jaana Nahin | ميهيك           | ستار بلاس |              |
| 2013 - مستمر | Jodha Akbar     | الملكة جودا باي | زي تي في  |              |

## روابط خارجية
- باريدهي شارما على موقع IMDb (الإنجليزية)
- باريدهي شارما على موقع قاعدة بيانات الفيلم (الإنجليزية)